# 日本大蔵経
日本大蔵経（にほんだいぞうきょう）とは、日本の祖師・高僧・碩学などの著作と各宗の基本的文献を網羅した日本仏教の研究上、必要不可欠な文献を集大成した大蔵経（一切経）の1つ。日本大蔵経編纂会によって1914年～1921年に刊行された。この版は現在、近代デジタルライブラリーにて全文閲覧できる。
現在は大法輪閣より受注印刷のオンデマンド版が出版されている。
また鈴木学術財団によって1973年～1978年に増補改訂版が全100巻で復刻され、方丈堂出版から出版された。2018年現在、増補改訂版は方丈堂出版からオンデマンド版と電子版が販売されている。

## 構成
- 第1巻 経蔵部 華厳部章疏 1
- 第2巻 経蔵部 華厳部章疏 2
- 第3巻 宗典部 三論宗章疏
- 第4巻 経蔵部 華厳部章疏之餘
- 第5巻 宗典部 三論宗章疏之餘　法相宗章疏 1
- 第6巻 経蔵部 方等部章疏 2
- 第7巻 論蔵部 華厳浄土論章疏
- 第8巻 宗典部 曹洞宗章疏
- 第9巻 宗典部 法相宗章疏 2
- 第10巻 経蔵部 方等部章疏 3
- 第11巻 宗典部 戒律宗章疏 1
- 第12巻 経蔵部 方等部章疏 4
- 第13巻 宗典部 戒律宗章疏 2
- 第14巻 論蔵部 真言密教論章疏 上
- 第15巻 宗典部 戒律宗章疏 3
- 第16巻 論蔵部 真言密教論章疏 下
- 第17巻 宗典部 修験道章疏 1
- 第18巻 経蔵部 法華部章疏 1
- 第19巻 律蔵部 大乗律章疏 1
- 第20巻 論蔵部 三論章疏 1
- 第21巻 律蔵部 大乗律章疏 2
- 第22巻 律蔵部 大乗律章疏之餘　小乗律章疏
- 第23巻 論蔵部 諸大乗論章疏
- 第24巻 経蔵部 密経部章疏 上 1
- 第25巻 経蔵部 方等部章疏 5
- 第26巻 経蔵部 密経部章疏 上 2
- 第27巻 論蔵部 唯識論章疏 1
- 第28巻 経蔵部 法華部章疏 2
- 第29巻 論蔵部 三論章疏之餘　掌珍智度宗輪論章疏
- 第30巻 経蔵部 法華部章疏 3
- 第31巻 経蔵部 理趣経釋章疏
- 第32巻 経蔵部 密経部章疏 下 1
- 第33巻 論蔵部 唯識論章疏 2
- 第34巻 経蔵部 方等部章疏 6
- 第35巻 経蔵部 般若部章疏
- 第36巻 経蔵部 密経部章疏 下 2
- 第37巻 宗典部 修験道章疏 2
- 第38巻 宗典部 修験道章疏 3
- 第39巻 論蔵部 金七十論章疏　勝宗十句義論章疏　六合釋章疏
- 第40巻 宗典部 華厳宗章疏 上
- 第41巻 律蔵部 大乗律章疏 3
- 第42巻 宗典部 華厳宗章疏 下
- 第43巻 宗典部 天台宗密教章疏 1
- 第44巻 宗典部 天台宗顕教章疏 1
- 第45巻 宗典部 天台宗密教章疏 2
- 第46巻 宗典部 天台宗顕教章疏 2
- 第47巻 宗典部 真言宗事相章疏
- 第48巻 宗典部 天台宗密教章疏 3